# 蝴蝶穹丘
80°20′S 28°9′W / 80.333°S 28.150°W
蝴蝶穹丘（英語：Butterfly Knoll），是南極洲的穹丘，位於科茨地，屬於拉格朗日冰原島峰的一部分，處於貝尼山西南面8公里，在1967年由美國海軍拍攝空中照片，現時由南極條約體系管理。